# Piantedo
Piantedo (lombardul: Piantee) település Olaszországban, Sondrio megyében. Lakosainak száma 1417 fő (2023. január 1.). Piantedo Colico, Delebio, Gera Lario, Pagnona és Dubino községekkel határos.

## Népesség
A település népességének változása:
| Lakosok száma | 1363 | 1384 | 1417 |
|               | 2017 | 2018 | 2023 |